# Clinker

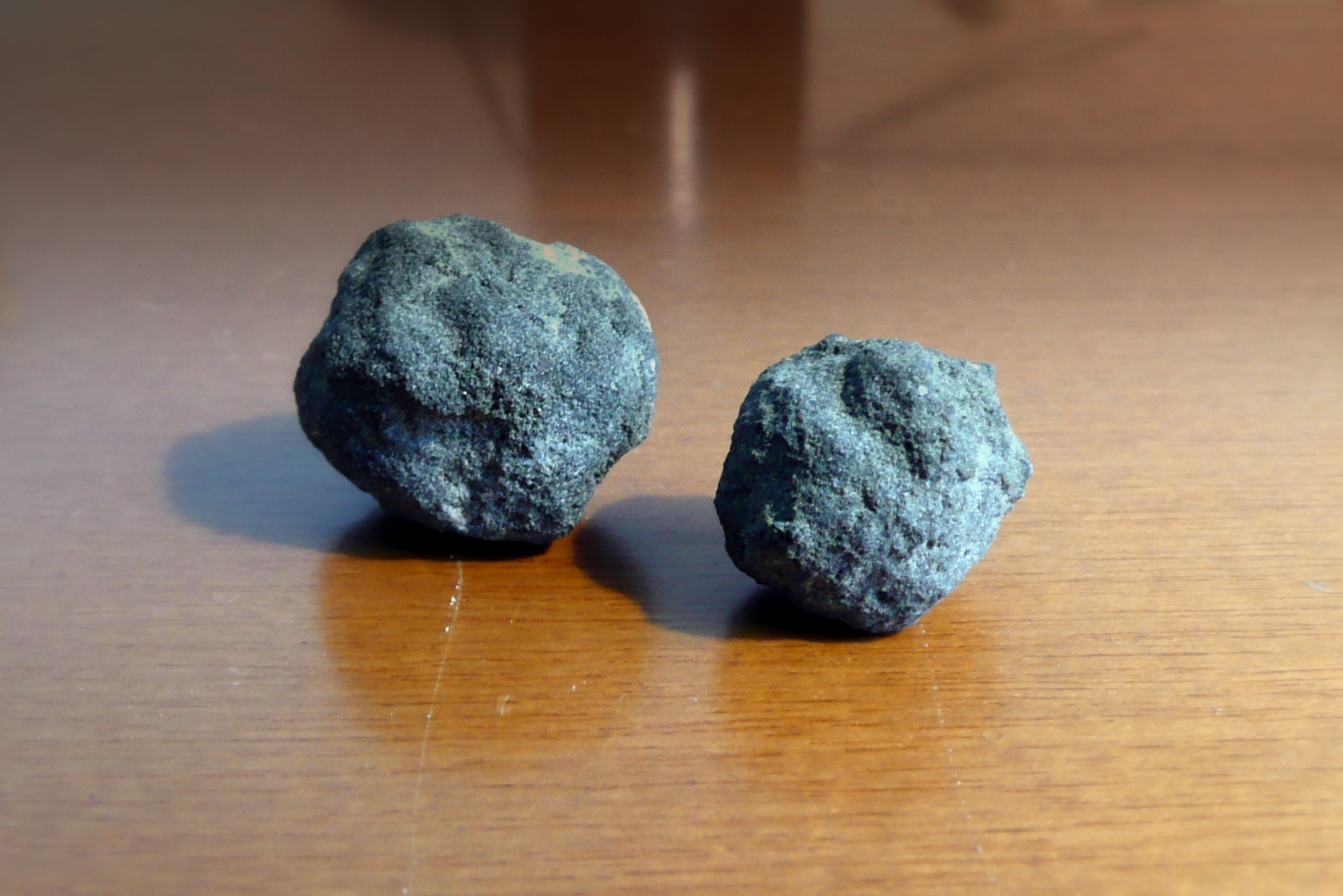
Due sfere di clinker

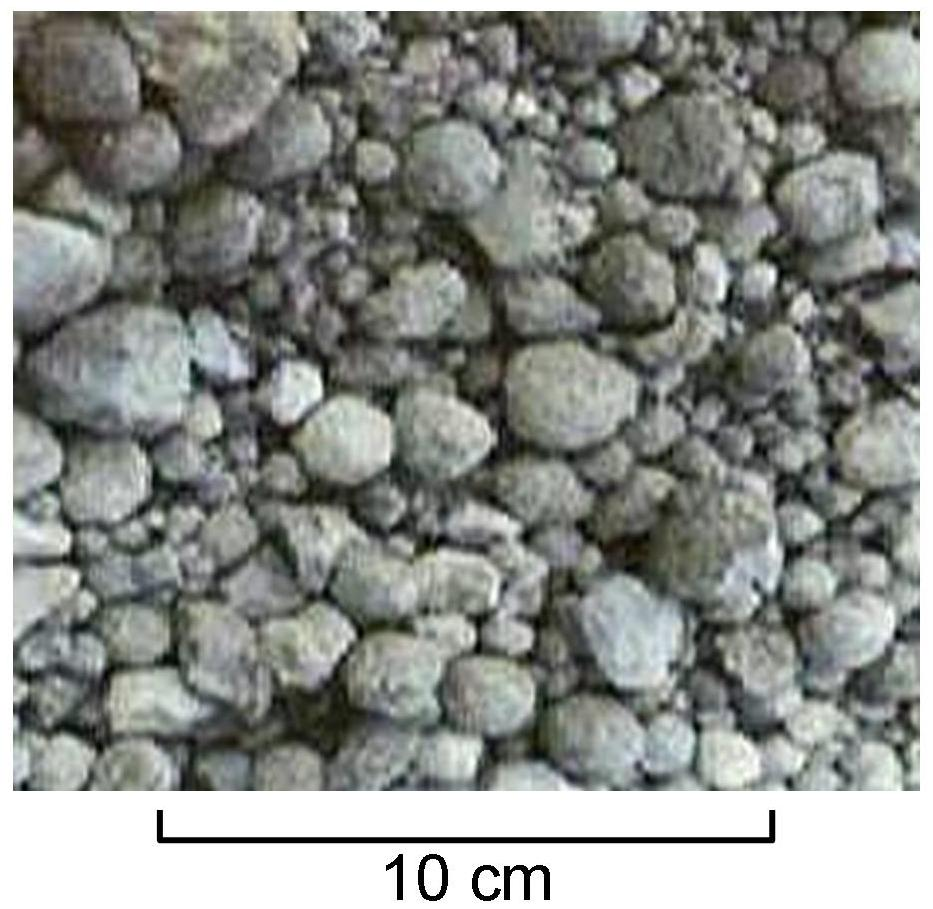
Aspetto tipico del clinker

Il clinker è il componente base, ricavato principalmente da argilla e calcare, per la produzione del cemento Portland.

## Sinossi generale
La roccia prevalentemente utilizzata per la produzione è la marna poiché è composta da una frazione argillosa e da una frazione carbonatica. I composti chimici  per la produzione di clinker sono minerali contenenti: ossido di silicio (SiO2), ossido di alluminio (Al2O3), ossido di ferro (Fe2O3), generalmente presenti nell'argilla, ossido di calcio (CaO) e ossido di magnesio (MgO), presenti nelle rocce carbonatiche. Il cemento con esso prodotto si configura come un materiale a comportamento idraulico che deve essere composto da almeno due terzi in massa di silicati di calcio: tricalcico (3CaO·SiO2) e bicalcico (2CaO·SiO2). La parte rimanente contiene ossido d'alluminio (Al2O3) principalmente sotto forma di alluminato tricalcico (3CaO.Al2O3), ossido di ferro (Fe2O3) principalmente sotto forma di ferrito alluminato tetracalcico (o brownmillerite 4CaO.Al2O3.Fe2O3) e altri ossidi. I quattro costituenti principali del clinker in letteratura sono indicati rispettivamente con i nomi di: alite, belite, celite, e fase ferrica.
Il rapporto in massa CaO/SiO2 non deve essere minore di 2,0. Il tenore di ossido di magnesio (MgO) non deve superare il 5,0% in massa.
È possibile anche aggiungere sabbia per poter regolare il modulo silicico, mentre per il modulo dei fondenti possono essere utilizzati materie recuperabili che contengono ossido di ferro (Fe2O3) o ossido di alluminio (Al2O3).
Nella produzione del cemento, successivamente alla cottura e alla preparazione, si aggiungeranno in seguito altre sostanze di minor valore rispetto al clinker stesso (quali ad esempio i residui di fonderia e di acciaieria, la cosiddetta loppa di altoforno) che porteranno il cemento ai valori di resistenza desiderati, conseguendo consistenti risparmi nei costi di produzione.

## Calcolo delle componenti
I moduli sono valori caratteristici di ogni clinker che permettono di conoscere in che relazione stanno i diversi componenti. Per il clinker Portland si ha:
- Modulo idraulico

{\displaystyle M_{i}={\frac {\%CaO}{\%Al_{2}O_{3}+\%Fe_{2}O_{3}+\%SiO_{2}}}=2\mathrm {,} 2}
- Modulo silicico

{\displaystyle M_{s}={\frac {\%SiO_{2}}{\%Al_{2}O_{3}+\%Fe_{2}O_{3}}}=2\mathrm {,} 4-2\mathrm {,} 7}
- Modulo calcareo

{\displaystyle M_{c}={\frac {\%CaO}{\%SiO_{2}}}=2\mathrm {,} 4}
- Modulo dei fondenti

{\displaystyle M_{f}={\frac {\%Al_{2}O_{3}}{\%Fe_{2}O_{3}}}=2-4}

## Il processo per la produzione

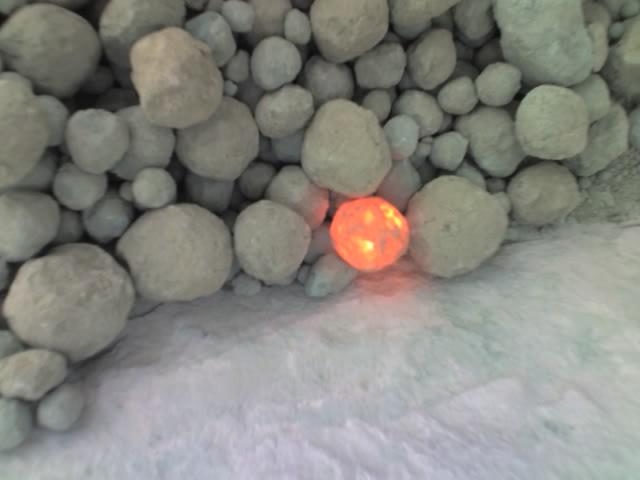
Clinker all'uscita dal forno di cottura.

La marna, viene frantumata con l'uso di frantoi, finemente macinata attraverso il processo di "macinazione del crudo" per mezzo di mulini e inviata all'area di cottura dove avvengono le trasformazioni fisico-chimiche che consentiranno la trasformazione della farina in clinker.
La cottura avviene secondo tre metodologie, via umida, via semisecca, via secca. Nella via umida la farina presenta un tenore di umidità del 18 - 45% la consistenza è simile ad una melma e viene alimentata nel forno con delle pompe. Nella via semisecca la farina presenta un tenore di umidità del 10 -20% e viene alimentata nel forno sotto forma di granuli. Nella via secca la farina presenta un tenore di umidità inferiore al 1% e viene alimentata nel forno sotto forma di polvere.
La cottura avviene in speciali forni costituiti da un cilindro di 3-6 metri di diametro per 55 -180 metri di lunghezza disposto orizzontalmente con una leggera inclinazione da 2 a 6% ed ha una rotazione di modesta velocità variabile da 1 giro/minuto a 4 giri/minuto per favorire l'avanzamento del materiale lungo le Virole.
L'immissione del materiale avviene nella direzione opposta al flusso di calore in modo che avanzando lungo le Virole aumenti gradualmente di temperatura fino a raggiungere circa 1450 °C. Il materiale scaricato dal forno ha già la conformazione del clinker; questo, tramite dei raffreddatori, viene portato a temperatura di circa 70 °C.
Successivamente il clinker viene immagazzinato in grandi silo e macinato (processo definito macinatura del cotto) in relazione alle necessità con diversi tipi di sostanze di carica al fine di ottenere le varie tipologie di cemento.
La produzione di clinker a via umida è in disuso per l'elevato consumo termico della metodologia. Una buona parte dell'energia termica è utilizzata per l'evaporazione dell'acqua contenuta nella melma. La produzione di clinker tramite la via semisecca, a causa dell'umidità contenuta nella farina alimentata, viene sempre meno utilizzata. La produzione di clinker nelle moderne cementerie avviene utilizzando il processo a via secca.

## Reazioni chimiche di formazione
Se analizziamo il processo di produzione, quindi cosa succede all'interno del forno di cottura, si ha che le prime reazioni hanno inizio in un range di temperatura tra i:
- 1000 ÷ 1100 °C

{\displaystyle 3CaO+Al_{2}O_{3}\rightarrow 3CaO\cdot Al_{2}O_{3}}
{\displaystyle 2CaO+SiO_{2}\rightarrow 2CaO\cdot SiO_{2}}
{\displaystyle CaO+Fe_{2}O_{3}\rightarrow CaO\cdot Fe_{2}O_{3}}
- 1100 ÷ 1200 °C

{\displaystyle CaO\cdot Fe_{2}O_{3}+3CaO\cdot Al_{2}O_{3}\rightarrow 4CaO\cdot Al_{2}O_{3}\cdot Fe_{2}O_{3}}
- 1250 ÷ 1480 °C

{\displaystyle 2CaO\cdot SiO_{2}+CaO\rightarrow 3CaO\cdot SiO_{2}}
La composizione finale sarà costituita dalle seguenti percentuali in peso:
- 50% {\displaystyle 3CaO\cdot SiO_{2}} (silicato tricalcio, alite)
- 25% {\displaystyle 2CaO\cdot SiO_{2}} (silicato bicalcico, belite)
- 12% {\displaystyle 3CaO\cdot Al_{2}O_{3}} (alluminato tricalcico, celite )
- 8% {\displaystyle 4CaO\cdot Al_{2}O_{3}\cdot Fe_{2}O_{3}} (alluminato ferrito tetracalcico, brownmillerite)

## Filiera
Non tutte le cementerie possiedono il ciclo completo per produrre il cemento. Vi sono infatti semplici centri di macinazione che acquistano clinker (o utilizzano clinker prodotto da altri stabilimenti o da altre linee) e lo miscelano con sostanze di carica durante la "macinazione del cotto" per produrre le diverse tipologie di cemento.

## Dati statistici sulla produzione mondiale
| Paese           | 2005      | 2006      | 2007      |
| Cina            | 950.000   | 1.000.000 | 1.100.000 |
| India           | 150.000   | 150.000   | 160.000   |
| USA             | 104.000   | 101.000   | 102.000   |
| Giappone        | 74.000    | 70.000    | 70.000    |
| Russia          | 65.000    | 65.000    | 65.000    |
| Corea del Sud   | 62.000    | 62.000    | 62.000    |
| Spagna          | 42.000    | 54.000    | 50.000    |
| Italia          | 46.000    | 46.000    | 46.000    |
| Brasile         | 45.000    | 45.000    | 45.000    |
| Messico         | 40.000    | 40.000    | 40.000    |
| Totale mondiale | 2.200.000 | 2.400.000 | 2.500.000 |
| --------------- | --------- | --------- | --------- |

- I dati del 2007 sono stimati.[1]